# 개좌로
개좌로는 부산광역시 금정구 서동 금사 교차로와 기장군 철마면 철마초등학교 교차로를 잇는 부산광역시의 도로이다. 개좌산을 통과하여 기장군과 금정구의 경계가 되는 도로이기 때문에 개좌로가 되었다. 금정구 구간은 부산광역시도 제9107호선으로, 기장군 구간은 기장군도 제19호선에 속한다.

## 연혁
- 2007년 6월 13일 : 부산광역시도 제9107호선 개좌길로 금사사거리 ~ 회동동 3.4km 구간 노선 지정[1]
- 2012년 11월 28일 : 노선명을 부산광역시도 제9107호선 계좌로로 변경[2]
- 2017년 12월 27일 : 노선명을 부산광역시도 제9107호선 개좌로로 정정[3]

## 주요 경유지
부산광역시
- 금정구 - 기장군 철마면

## 노선
- 연한 파란색(■): 부산광역시도 제9107호선 구간

| 이름                    | 접속 노선                                                         | 소재지     | 소재지                             | 비고     |
| ----------------------- | ----------------------------------------------------------------- | ---------- | ---------------------------------- | -------- |
| 금사 교차로             | 부산광역시도 제91호선 (반송로) 부산광역시도 제9101호선 (서동로)   | 부산광역시 | 금정구                             |          |
| 금사동 교차로           | 공단로 서동로175번길                                              | 부산광역시 | 금정구                             |          |
| (금사중입구)            | 공단서로 금사로                                                   | 부산광역시 | 금정구                             |          |
| 16번 교차로             | 사천로 공단동로55번길                                             | 부산광역시 | 금정구                             |          |
| 17번 교차로             | 공단동로 금사로                                                   | 부산광역시 | 금정구                             |          |
| 18번 교차로             | 금사로                                                            | 부산광역시 | 금정구                             |          |
| 19번 교차로             | 금사로 동천로                                                     | 부산광역시 | 금정구                             |          |
| 20번 교차로             | 금사로 동천로7번길                                                | 부산광역시 | 금정구                             |          |
| 21번 교차로             | 동천로7번길                                                       | 부산광역시 | 금정구                             |          |
| 22번 교차로             | 동천로                                                            | 부산광역시 | 금정구                             |          |
| 동대교                  |                                                                   | 부산광역시 | 금정구                             |          |
| 23번 교차로             | 동대로                                                            | 부산광역시 | 금정구                             |          |
| 24번 교차로             | 동대로7번길                                                       | 부산광역시 | 금정구                             |          |
| 25번 교차로             | 동대로7번길                                                       | 부산광역시 | 금정구                             |          |
| 26번 교차로             | 개좌로272번길                                                     | 부산광역시 | 금정구                             |          |
| 27번 교차로             | 개좌로239번길                                                     | 부산광역시 | 금정구                             |          |
| 28번 교차로             | 개좌로272번길                                                     | 부산광역시 | 금정구                             |          |
| 금사 나들목             | 부산광역시도 제77호선 부산광역시도 제81호선 (정관산업로) (석대로) | 부산광역시 | 금정구                             |          |
| 개좌생태터널 (개좌고개) |                                                                   | 부산광역시 | 금정구                             | 연장 45m |
| 개좌생태터널 (개좌고개) | 기장군                                                            | 철마면     |                                    | 연장 45m |
| 대곡 나들목             | 기장군                                                            | 철마면     | 부산광역시도 제81호선 (정관산업로) |          |
| 철마교                  | 기장군                                                            | 철마면     |                                    |          |
| 철마초등학교 교차로     | 기장군                                                            | 철마면     | 철마로 곰내길                      |          |

## 주요 건물 및 시설
- 부산금사공단 우편취급국 (부산광역시 금정구 개좌로 87)
- 동진택시 (부산광역시 금정구 개좌로 225)
- 삼화여객 (부산광역시 금정구 개좌로 237)
- 철마보건지소 (부산광역시 기장군 철마면 개좌로 822)